# Chantiers aéro-maritimes de la Seine
Pour les articles homonymes, voir CAMS.
Les Chantiers aéro-maritimes de la Seine (CAMS) sont une ancienne entreprise aéronautique française spécialisée dans la construction d'hydravions.

## Historique

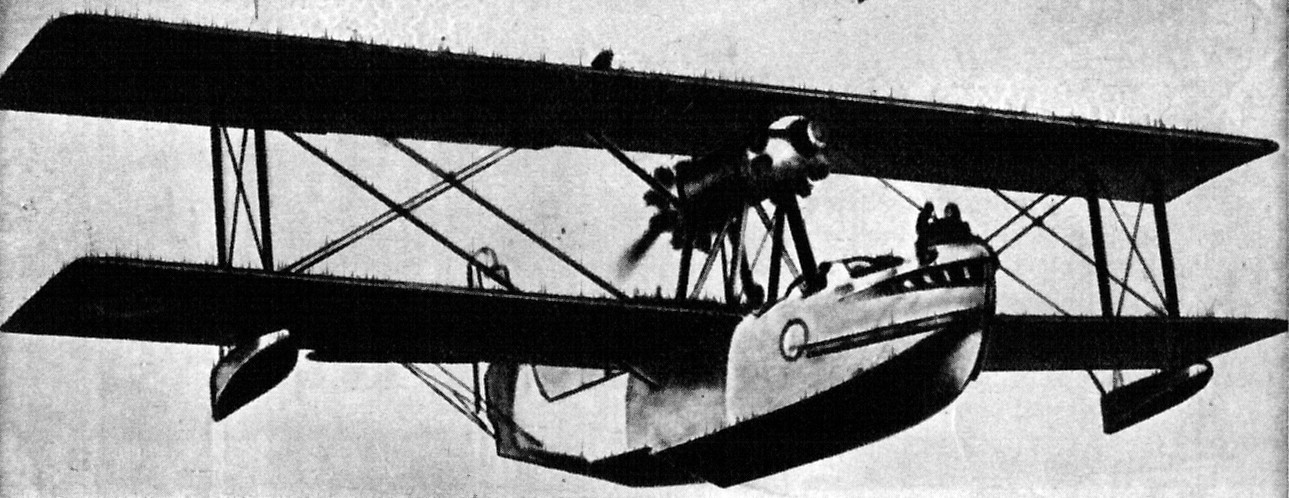
CAMS 55

La CAMS est créée en 1920 à Saint-Ouen (Seine-Saint-Denis), par Laurent-Dominique Santoni pour importer des hydravions italiens SIAI. Elle disposait alors également d'un établissement à Antibes (Alpes-Maritimes).
En 1924, elle s'établit à Sartrouville (Yvelines), site choisi pour son plan d'eau sur la Seine et la commodité de la liaison par tramway vers Paris. Par la suite, elle acheta un terrain à Berre et installa à Vitrolles, en bordure de l'étang de Berre, des ateliers de montage des prototypes.
Le premier modèle français fut le CAMS 30E qui fit son premier vol en janvier 1923. C'était un hydravion-école militaire.
À partir de 1926, l'entreprise, dirigée par l'ingénieur Maurice Hurel vivait essentiellement des ventes des hydravions militaires CAMS 37 (environ 360 exemplaires) et CAMS 55 (115 exemplaires). En difficultés financières à partir de 1930, lorsqu'elle est absorbée par la Société générale aéronautique (S.G.A.), elle cessa toute activité en 1932, alors que plusieurs projets étaient à l'étude, dont un hydravion de transport destiné à la traversée de l'océan Atlantique Nord. Les actifs des Chantiers aéro-maritimes de la Seine furent alors rachetés par Henry Potez, les hydravions produits à Sartrouville devenant connus sous le nom de Potez-CAMS.
En application des lois sur la nationalisation de l'industrie aéronautique, les établissements Potez-CAMS furent répartis en 1936 entre :
- la Société nationale des constructions aéronautiques du Nord (SNCAN) pour l'usine de Sartrouville ;
- et la Société nationale des constructions aéronautiques du Sud-Est (SNCASE) pour l'usine de Berre.

## Liste des modèles produits par C.A.M.S.

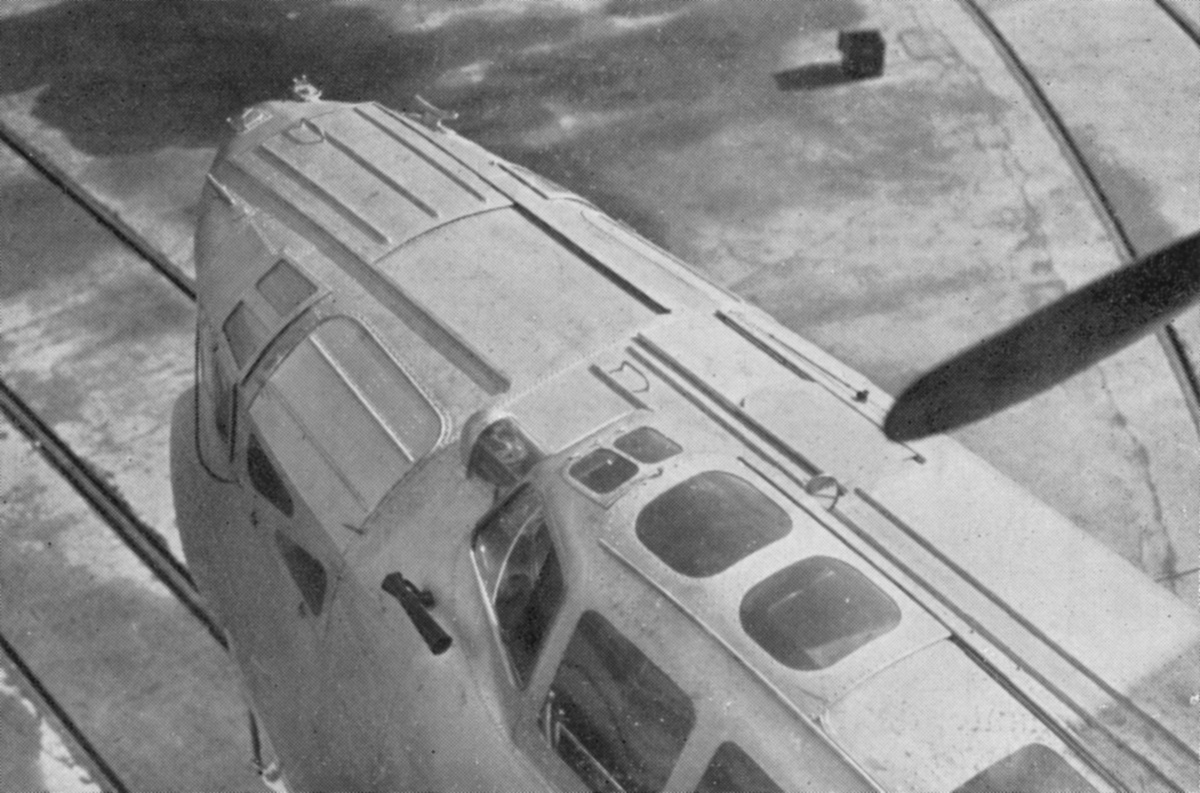
Avant de coque de l'hydravion C.A.M.S.-110

- CAMS 30E (1923)
- CAMS 31 (1922)
- CAMS 32R (1923)
- CAMS 33B (1924)
- CAMS 34
- CAMS 35
- CAMS 36 (1921)
- CAMS 37 (1924)
- CAMS 38 (1923)
- CAMS 46 (1927)
- CAMS 50 (1927)
- CAMS 51 (1926)
- CAMS 52 (1930)
- CAMS 53 (1928)
- CAMS 54 (1928)
- CAMS 55 (1928)
- CAMS 56 (1929)
- CAMS 57 (1929)
- CAMS 58 (1930)
- CAMS 80 (1931)
- CAMS 90 (1932)
- CAMS 110 (1934)
- CAMS 120 (1935)
- Potez-CAMS 141 (1938)
- Potez-CAMS 161 (1939)